# Seznam československých hráčů v NHL v sezóně 1985/1986
Toto je seznam hráčů Československa a jejich statistiky v sezóně 1985/1986 NHL.
- Stanley Cup v této sezóně získal Petr Svoboda s týmem Montreal Canadiens.

| Tým                 | Věk | Hráč            | Post | Počet zápasů | Branky | Asistence | Body | Počet zápasů v play off | Branky v play off | Asistence v play off | Body v play off |
| ------------------- | --- | --------------- | ---- | ------------ | ------ | --------- | ---- | ----------------------- | ----------------- | -------------------- | --------------- |
| Toronto Maple Leafs | 26  | Miroslav Fryčer | F    | 73           | 32     | 43        | 75   | 10                      | 1                 | 3                    | 4               |
| Detroit Red Wings   | 21  | Petr Klíma      | F    | 74           | 32     | 24        | 56   | Ne                      |                   |                      |                 |
| Vancouver Canucks   | 24  | Rick Lanz       | D    | 75           | 15     | 38        | 53   | 3                       | 0                 | 0                    | 0               |
| Vancouver Canucks   | 35  | Jiří Bubla      | D    | 43           | 6      | 24        | 30   | 3                       | 0                 | 0                    | 0               |
| Montreal Canadiens  | 19  | Petr Svoboda    | D    | 73           | 1      | 18        | 19   | 8                       | 0                 | 0                    | 0               |
| New Jersey Devils   | 24  | Jan Ludvig      | F    | 42           | 5      | 9         | 14   | Ne                      |                   |                      |                 |

- F = Útočník
- D = Obránce